# Відвага (фільм)
«Зухвалість» (рос. «Дерзость») — український радянський героїко-пригодницький художній фільм за повістю Василя Земляка «Підполковник Шиманський». Прем'єра — 22 лютого 1972 року.
Фільм вийшов в прокат в УРСР у 1968 році з українським дубляжем від Одеської кіностудії. Станом на 2020 український дубляж фільму досі не знайдено та не відновлено.

## Сюжет
Під Вінницею в 1942 році в обстановці неймовірної секретності був споруджений величезний підземний комплекс «Вервольф» («Перевертень»). У ньому розмістилася східна ставка Гітлера. Під час і після будівництва загинуло або було вбито понад 46 тисяч військовополонених. У 1943 році комплекс був знищений.

## У ролях
- Микола Олялін —  Клименко Андрій
- Володимир Гуляєв —  Білоус Микола, старшина
- Валентина Гришокіна —  Нонна
- Борис Зайденберг —  Вошаглік Йозеф, полковник
- Володимир Балон —  Вінцент Август, майор
- Тетяна Чернова —  Клара Фост / Лідія
- Юрій Дубровін —  Рудий (Степан Степанович Огуречников)
- Федір Одіноков —  Максим
- Олександр Суснін —  Трошка, стрілочник-підпільник
- Григорій Михайлов —  Сивий, Сергій Федорович
- Петро Вескляров —  стрілочник
- В'ячеслав Винник —  Сергєєв
- Станіслав Станкевич — Гітлер
- Борис Молодан —  Гелен   (роль озвучена Олегом Мокшанцевим)
- Алім Федоринський —  Панцер, льотчик капітан

## Знімальна група
- Сценарій — Василь Земляк
- Постановка — Георгій Юнгвальд-Хількевич
- Оператор постановник — Олександр Полинніков
- Художник постановник — Юрій Горобець
- Режисер — В. Сенаткін
- Звукооператор — Анатолій Нетребенко
- Композитори — Віктор Власов, Лев Степанов (помер під час роботи над фільмом)
- Балетмейстер — Ігор Чернишов
- Режисер монтажу — Ельвіра Сєрова
- Художник по костюмах — Н. Шевченко
- Художник по гриму — Павло Орленко
- Художник-декоратор — Валентин Гідулянов
- Комбіновані зйомки — Всеволод Шлємов, Олексій Бокатов
- Оператор — Микола Ільчук
- Асистенти: режисера — В. Артемчук, О. Міхєєв, В. Котюк, О. Амелін; оператора — К. Кудрявцев, О. Повзнер, О. Сидоров; художника — М. Галкіна
- Консультанти — полковник В. Подарін, Ф. Зеленко, І. Варпа
- Державний симфонічний оркестр кінематографії СРСР, диригент — Емін Хачатурян
- Редактор — І. Алеєвська
- Директор картини — О. Галкін